# 星原美沙緒
星原 美沙緒（ほしはら みさお、1月3日 - ）は、元宝塚歌劇団専科の男役。元花組組長。
京都府京都市左京区、西山高等学校出身。身長166cm。愛称は「ホシ」。

## 来歴
1970年、宝塚音楽学校入学。
1972年、宝塚歌劇団に58期生として入団。入団時の成績は10番。雪組公演「かぐら／ザ・フラワー」で園 みはる（その みはる）として初舞台。
1973年、月組に配属。
1979年に現在の芸名へと変更。
1988年7月1日付で専科へと異動。
1996年に花組へ異動となり、花組組長に就任。
1997年12月30日付で再び専科へ異動となる。
悪役から将軍や大臣、父親役まで幅広くこなす重厚なイメージの男役として活躍したが、2011年1月30日、宙組「誰がために鐘は鳴る」東京公演千秋楽をもって、宝塚歌劇団を退団。

## 宝塚歌劇団時代の主な舞台

### 初舞台
- 1972年3 - 4月、雪組『かぐら』『ザ・フラワー』（宝塚大劇場のみ）

### 月組時代
- 1974年1月、『白い朝』新人公演：松田権蔵（本役：岬ありさ）／『ロマン・ロマンチック』
- 1975年1月、『春鶯囀』新人公演：伏屋／『ラビング・ユー』
- 1975年3月、『春の宝塚踊り』／『ラムール・ア・パリ』新人公演：ペラン（本役：藤城潤）
- 1975年10月、『恋こそ我がいのち』新人公演：ピラール校長（本役：美山しぐれ）／『イマージュ』
- 1976年8月、『ベルサイユのばら II』（東宝）ブイエ将軍
- 1976年11月、『紙すき恋歌』／『バレンシアの熱い花』新人公演：バルカ（本役：水の瀬あきら）
- 1977年3月、『風と共に去りぬ』新人公演：ミード博士（本役：大路三千緒）
- 1977年9月、『わが愛しのマリアンヌ』新人公演：精神科医ピュルゴン（本役：美吉野一也）／『ボーイ・ミーツ・ガール』
- 1978年6月、『マリウス』（バウ）エスカルトフィグ
- 1978年8月、『隼別王子の叛乱』新人公演：将軍播磨佐伯直阿俄能胡（本役：有明淳）／『ラブ・メッセージ』
- 1979年2月、『日本の恋詩』／『カリブの太陽』デルガド
- 1979年4月、『ロミオとジュリエット』（バウ）大公
- 1979年8月、『バウ・シャンソン・コンサート』（バウ）
- 1979年11月、『バレンシアの熱い花』バルカ、新人公演：ルカノール公爵（本役：藤城潤）／『ラ・ベルたからづか』（東宝）
- 1980年1月、『アンジェリク』ベシェール修道僧、新人公演：コエスル（本役：水代玉藻）／『仮面舞踏会』
- 1981年1月、『ジャンピング!』／『新源氏物語』明石の入道
- 1981年6月、『白鳥の道を越えて』レオポルド／『ビッグ・アップル』
- 1982年2月、『あしびきの山の雫に』男依／『ジョリー・シャポー』
- 1982年3月、『永遠物語』（バウ）虎吉／留五郎（2役）
- 1982年8月、『シブーレット』（バウ）グリザール
- 1982年10月、『愛限りなく』／『情熱のバルセロナ』ジサント将軍
- 1983年6月、『南蛮花更紗』／『ムーンライト・ロマンス』（全国ツアー）アンドレ
- 1984年5月、『沈丁花の細道』大橋の太十／『ザ・レビューII』
- 1984年9月、『南太平洋』（バウ）ハービソン中佐
- 1985年1月、『愛…ただ愛』（バウ）ガッシオン／プロヴィス（2役）
- 1985年5月、『二都物語』ドファージュ／『ヒート・ウエーブ』
- 1985年9月、『南太平洋』（全国ツアー）ハービソン中佐
- 1985年11月、『ときめきの花の伝説』ランディ伯爵／『ザ・スイング』
- 1986年11月、『パリ、それは悲しみのソナタ』アンドレ・エルマン／『ラ・ノスタルジー』
- 1987年5月、『ME AND MY GIRL』ヘザーセット
- 1988年1月、『リラの壁の囚人たち』（バウ・東京特別・名古屋特別）ハンス・リヒター
- 1988年2月、『ME AND MY GIRL』（中日）ヘザーセット
- 1988年5月、『南の哀愁』マクレディ将軍／『ビバ!シバ!』

### 専科時代
- 1989年2月、『戦争と平和』（星組・中日）ラストプーチン大公
- 1989年3月、『恋と霧笛と銀時計』（月組・東宝）木村
- 1989年8月、『ベルサイユのばら -アンドレ編-』（雪組）ジャルジェ将軍
- 1990年2月、『ツーロンの薔薇』（雪組・東京特別、名古屋特別、バウ）ハンス・ボルゲン
- 1990年3月、『ベルサイユのばら -フェルゼン編-』（花組）グスタフ三世
- 1990年9月、『シチリアの風』（星組・東京特別）ゴンザーレス
- 1991年1月、『ロミオとジュリエット』ヴェローナ大公（月組・東京特別）
- 1991年3月、『ベルサイユのばら -オスカル編-』（月組）ジャルジェ将軍
- 1991年5月、『紫陽の花しずく』（月組・バウ）由之助
- 1991年9月、『ベルサイユのばら -フェルゼン編-』（花組・全国ツアー）ルイ16世
- 1991年11月、『紫禁城の落日』（星組）栄源
- 1992年10月、『忠臣蔵〜花に散り雪に散り〜」』（雪組）吉良上野介／吉五郎（2役）
- 1993年1月、『マンハッタン物語』（月組・バウ）ロドニー・エスマン
- 1993年5月、『天国と地獄 -オッフェンバック物語-』（雪組）エリオット
- 1993年11月、『ブルボンの封印』（雪組）マザラン
- 1994年1月、『風と共に去りぬ』（月組）マミー
- 1994年5月、『風と共に去りぬ』（雪組）マミー
- 1995年3月、『国境のない地図』（星組）ヴェルナー・シュミット
- 1995年9月、『剣と恋と虹と』（星組）クラヴィール伯爵

### 花組時代
- 1996年6月、『ハウ・トゥー・サクシード -努力しないで出世する方法-』ビグリー社長
- 1996年12月、『RYOMA -硬派・坂本竜馬!II-』（バウ）西郷隆盛
- 1997年2月、『失われた楽園 -ハリウッド・バビロン-』ハリー・アシモフ／『サザンクロス・レビュー』
- 1997年4月、『風と共に去りぬ』（全国ツアー）マミー
- 1997年8月、『ザッツ・レビュー』松方権之進
- 1997年10月、『ブルー・スワン』（バウ・東京特別・名古屋特別）カルロ

### 専科時代
- 1998年3月、『エクスカリバー -美しき騎士たち-』（宙組）ヘンリー
- 1998年6月、『嵐が丘』（宙組・東京特別）リントン刑事
- 1998年10月、『エリザベート -愛と死の輪舞-』（宙組）マックス公爵
- 1999年8月、『タンゴ・アルゼンチーノ』（花組）ピエール・ド・ボーモン伯爵
- 2000年4月、『源氏物語 あさきゆめみし』（花組）明石の入道
- 2000年11月、『〜夢と孤独の果てに〜 ルートヴィヒII世』（花組）リヒャルト・ワグナー
- 2001年4月、『源氏物語 あさきゆめみし』（花組・全国ツアー）明石の入道
- 2001年8月、『ベルサイユのばら2001　-オスカルとアンドレ編-』（星組）ジャルジェ将軍
- 2001年10月、『愛 燃える -呉王夫差-』（雪組）伯否
- 2002年4月、『風と共に去りぬ』（日生）マミー
- 2002年8月、『長い春の果てに』（月組）ジョルジュ
- 2003年3月、『恋天狗』（花組・バウ）庄屋
- 2003年5月、『雨に唄えば』（星組・日生）R・F・シンプソン
- 2003年11月、『薔薇の封印 -ヴァンパイア・レクイエム-』（月組）リルスキー／領主カブリエル／レーム（3役）
- 2004年8月、『花舞う長安 -玄宗と楊貴妃-』（星組・博多座）高力士
- 2004年10月、『花舞う長安 -玄宗と楊貴妃-』（星組）高力士
- 2005年2月、『エリザベート -愛と死の輪舞-』（月組）マックス
- 2005年9月、『龍星』（星組・ドラマシティ、東京特別）烏延将軍
- 2006年2月、『ベルサイユのばら -オスカル編-』（雪組）ジャルジェ将軍
- 2006年7月、『ベルサイユのばら -オスカル編-』（雪組・全国ツアー）ジャルジェ将軍
- 2006年11月、『MIND TRAVELLER -記憶の旅人』（花組・ドラマシティ、東京特別）マノス・カザン
- 2007年6月、『舞姫 -MAIHIME-』（花組・バウ、東京特別）天方伯爵
- 2007年9月、『アデュー・マルセイユ -マルセイユより愛を込めて-』（花組）ペラン
- 2008年5月、『愛と死のアラビア -高潔なアラブの戦士になったイギリス人-』（花組）ムハマンド・アリ
- 2008年9月、『外伝ベルサイユのばら -アラン編-』（花組・全国ツアー）デスマズ／ブイエ将軍（2役）
- 2009年1月、『太王四神記 -チュシンの星のもとに-』（花組）ヤン王
- 2009年9月、『外伝ベルサイユのばら -アンドレ編-』（花組）ブイエ将軍
- 2009年12月、『相棒』（花組・ドラマシティ、東京特別）内村完爾
- 2010年11月、『誰がために鐘は鳴る』（宙組）パブロ 退団公演